# Drepanicus schajovskoyi
Drepanicus schajovskoyi är en insektsart som beskrevs av Gregorio J. Williner och Nicholas A. Kormilev 1958. Drepanicus schajovskoyi ingår i släktet Drepanicus och familjen fångsländor. Inga underarter finns listade i Catalogue of Life.